# Wilhelm Pauck
Wilhelm Pauck (* 31. Januar 1901 in Laasphe; † 3. September 1981 in Palo Alto) war ein deutsch-amerikanischer evangelischer Kirchenhistoriker.

## Leben
Pauck studierte von 1920 bis 1924 an den Universitäten Berlin und Göttingen. Dort wurde er 1921 im Berliner und 1922 im Göttinger Wingolf aktiv. Er studierte bei Ernst Troeltsch, Karl Holl und Adolf von Harnack. Nach der Promotion zum Lizenziaten im Jahre 1925 verbrachte er auf Empfehlung von Holl ein Studienjahr am Chicago Theological Seminary. Im Anschluss daran lud ihn die Chicago Divinity School ein, Nachfolger des Kirchenhistorikers Henry H. Walker zu werden. Das Seminar war der Universität von Chicago angegliedert, deren Professor Pauck für 27 Jahre werden sollte, unterbrochen nur durch ein Austauschjahr an der Universität Frankfurt am Main 1948–1949. 1928 wurde er in der Hyde Park Congregational Church ordiniert. Die Berufung an das Union Theological Seminary in the City of New York 1953 brachte ihn in engen Kontakt mit einer Gruppe, zu der unter anderem auch Roland Bainton, H. Richard Niebuhr und Reinhold Niebuhr gehörten. 1959 wurde Pauck in die American Academy of Arts and Sciences gewählt. Nach der Emeritierung im Jahr 1967 lehrte er noch bis 1972 an der Vanderbilt University Divinity School.

## Werk und Bedeutung
Pauck war enttäuscht über das mangelnde Interesse der amerikanischen Liberalen Theologen an Karl Barth. Im Jahr 1931 veröffentlichte er das Werk, Karl Barth, Prophet of a New Christianity mit dem Ziel, Barths Kritik an der liberalen Theologie zu verteidigen. Während er jedoch die Kritik Barths an der liberalen Theologie unterstützte, rieb er sich an seinem mangelnden Verständnis für die historisch-kritische Bibelforschung und konnte seine Offenbarungstheologie nicht teilen. Barth war darüber verärgert und unterstellte ihm, Anhänger der Theologie Paul Tillichs zu sein.
Pauck hatte Tillich, der wie er Mitglied des Berliner Wingolf war, bereits 1921 in Berlin kennengelernt. Als Tillich 1933 nach Amerika kam, wurden sie Freunde. Pauck war über viele Jahre Tillichs Weggefährte und sein „Führer durch Amerika“. Anders als Tillich hatte er wenig Schwierigkeiten gehabt, sich in die amerikanische Lebenswelt einzudenken. Schließlich schrieb Pauck mit seiner zweiten Frau Marion eine Biografie über Tillich.
Obwohl weniger bekannt als Paul Tillich, war er ein bedeutender amerikanischer Theologe. Seine Theologie wurde beschrieben als Vermittlungsversuch zwischen den Ideen der Reformation und den Ideen Harnacks, Schleiermachers und Tillichs.

## Schriften
- Das Reich Gottes auf Erden. Utopie und Wirklichkeit. Eine Untersuchung zu Butzers „De regno Christi“ und zur englischen Staatskirche des 16. Jahrhunderts. Berlin 1928
- Karl Barth. Prophet of a New Christianity? Harper, New York 1931.
- The Heritage of the Reformation. Oxford 1961.
- Luther: Lectures on Romans [The Library of Christian Classics XV]. London 1961.
- Harnack and Troeltsch: Two Historical Theologians. Oxford 1968.
- Paul Tillich. Sein Leben und Denken. Band 1: Sein Leben. Evangelisches Verlagswerk, Stuttgart 1978, ISBN 3-7715-0177-6.